# Jacques Ghestin
 (août 2017).
Si vous disposez d'ouvrages ou d'articles de référence ou si vous connaissez des sites web de qualité traitant du thème abordé ici, merci de compléter l'article en donnant les références utiles à sa vérifiabilité et en les liant à la section « Notes et références ».
Jacques Ghestin, né le 3 mai 1931 à Lille et mort le 12 février 2024 à Paris, est un professeur de droit français spécialiste du droit des obligations.
Il est professeur émérite à l'université Panthéon-Sorbonne, dont il est, de 1989 à 1992, le vice-président et le président du Conseil scientifique. Il est également le fondateur du Centre de droit des obligations (associé au CNRS), le directeur de la « Bibliothèque de droit privé », ainsi que de la collection « droit des affaires » de la Librairie générale de droit et de jurisprudence (L.G.D.J.), et un membre du Centre d'études pour la rédaction d'un projet de Code civil européen (centre mandaté par le Parlement européen).
Il est notamment l'auteur et le directeur d'un grand traité de droit civil, qui constitue l'une de ses œuvres majeures.

## Biographie

### Débuts
Après ses études secondaires au lycée Henri Wallon à Valenciennes, Jacques Ghestin intègre la faculté des sciences juridiques, politiques et sociales de Lille, puis la faculté de droit de l'université de Paris, dont il sort agrégé de droit privé en 1961. La même année, il reçoit le prix Goullencourt du meilleur étudiant en doctorat de la faculté de droit de Paris, et sa thèse (La notion d'erreur en droit positif actuel) est récompensée par le prix Henri Capitant.

### Parcours professionnel
De 1957 à 1961, Jacques Ghestin est le collaborateur de Raymond Célice, avocat au Conseil d'État et à la Cour de cassation.
En 1980, il est nommé représentant plénipotentiaire de la France à la Convention de Vienne sur la vente internationale de marchandises. Il est également placé à la tête d'un groupe de travail chargé de définir juridiquement la sous-traitance.
En 1985, il représente la France auprès de la Commission européenne à propos de la directive sur la responsabilité du fait des produits défectueux. Le ministre de la Justice le nomme parallèlement Président du groupe de travail chargé d'élaborer un avant-projet de loi transposant cette directive communautaire. Le groupe rend ses conclusions en 1987, mais la directive ne sera finalement transposée qu'en 1998.
En 2002, le professeur Christian Van Bar l'appelle dans son groupe d'études, mandaté par le Parlement européen, visant à créer un projet de Code civil européen. À l'heure actuelle, les travaux se poursuivent toujours.
Jacques Ghestin a aussi été arbitre national et international, membre du comité directeur de la Revue européenne de droit privé, directeur de la « Bibliothèque de droit privé », et codirecteur de la collection « Droit des affaires » de la maison d'éditions juridiques L.G.D.J.

### Carrière universitaire
Jacques Ghestin est aussi connu pour ses travaux universitaires portant essentiellement sur la formation du contrat en droit français (dernièrement, il a rédigé dans des revues juridiques plusieurs articles relatifs, notamment, à la rupture abusive des pourparlers, ou encore à l'obligation pré-contractuelle d'information), le droit comparé des contrats (entre la France, le Québec et le Royaume-Uni), la notion de contrat, le droit national et communautaire des obligations et le droit de la vente internationale. À ses débuts, il s'est intéressé au droit du travail et de la sécurité sociale.
Ses fonctions et titres universitaires sont les suivants : 
- Professeur en Martinique (de 1962 à 1963)
- Professeur de droit civil et de droit du travail à l'université de Bordeaux (de 1963 à 1969)
- Fondateur, en 1965 de l'Institut du travail de Bordeaux (qu'il dirige jusqu'en 1969)
- Professeur de droit civil à l'université Paris I Panthéon-Sorbonne (de 1970 à 1999)
- Membre du Conseil scientifique de l'université Paris I Panthéon-Sorbonne (de 1970 à 1997)
- Responsable du DEA de droit privé à l'université Paris I Panthéon-Sorbonne (de 1975 à 1997)
- Fondateur, en 1985, du Centre de droit des obligations (laboratoire associé au CNRS), qu'il dirige jusqu'en 1997
- Directeur de l'Institut d'études judiciaires (IEJ) de l'université Paris I Panthéon-Sorbonne (de 1986 à 1993)
- Président de la Commission de spécialistes du droit privé (de 1988 à 1997)
- Président du Conseil scientifique et vice-président de l'université Paris I Panthéon-Sorbonne (de 1989 à 1992)
- Membre de la Commission Sciences juridiques du FNRS de Belgique (de 1989 à 1993)
- Professeur émérite de l'université Paris I Panthéon-Sorbonne (depuis 1996)
- Membre de l'Académie des privatistes européens

### Autres
En 1959 et 1961, Jacques Ghestin est quart de finaliste du championnat de France à l'épée.
En 1966, il est champion de Guyenne à l'épée.

## Titre honorifique
- Docteur honoris causa de l'université libre de Bruxelles

## Publications

### Traité de droit civil (sous sa direction)
- J. Ghestin (dir.), G. Goubeaux, M. Fabre-Magnan, Traité de droit civil. Introduction générale, LGDJ, Paris, 1994 (4e éd.)
- J. Ghestin (dir.), Traité de droit civil. Les obligations : la formation du contrat, LGDJ, Paris, 1993 (3e éd.)
- J. Ghestin (dir.), Ch. Jamin, M. Billiau, Traité de droit civil. Les obligations : les effets du contrat, LGDJ, Paris, 2001 (3e éd.) (Prix Dupin Ainé de l'Académie des Sciences Morales et Politiques)
- J. Ghestin (dir.), G. Viney, Traité de droit civil. Les obligations : introduction à la responsabilité, LGDJ, Paris, 2007 (3e éd.)
- J. Ghestin (dir.), G. Viney, P. Jourdain, Traité de droit civil. Les obligations : les conditions de la responsabilité, LGDJ, Paris, 2006 (3e éd.)
- J. Ghestin (dir.), G. Viney, P. Jourdain, Traité de droit civil. Les obligations : les effets de la responsabilité, LGDJ, Paris, 2011 (3e éd.)
- J. Ghestin (dir.), M. Billiau, G. Loiseau, Traité de droit civil. Les obligations : le régime des créances et des dettes, LGDJ, Paris, 2005.
- J. Ghestin (dir.), G. Goubeaux, Traité de droit civil. Les personnes, LGDJ, Paris, 1989.
- J. Ghestin (dir.), J. Hauser, D. Huet-Weiller, Traité de droit civil. La famille : 1e volume, Fondation et vie de la famille, LGDJ, Paris, 1993 (2e éd.)
- J. Ghestin (dir.), J. Hauser, D. Huet-Weiller, Traité de droit civil. La famille : 2e volume, Dissolution de la famille, LGDJ, Paris, 1991.
- J. Ghestin (dir.), J.-L. Bergel, M. Bruschi, S. Cimamonti, J.-M. Roux, Traité de droit civil. Les biens, LGDJ, Paris, 2010 (2e éd.)
- J. Ghestin (dir.), J. Huet, G. Decocq, C. Grimaldi, H. Lécuyer, M. Morel-Maroger, Traité de droit civil. Les principaux contrats spéciaux, LGDJ, Paris, 2012 (3e éd.)
- J. Ghestin (dir.), S. Piedelièvre, Traité de droit civil. La publicité foncière, LGDJ, Paris, 2000.
- J. Ghestin (dir.), A.-S. Barthez, D. Houtcieff, Traité de droit civil. Les sûretés personnelles, LGDJ, Paris, 2010.
- J. Ghestin (dir.), J. Mestre, E. Putman, M. Billiau, Traité de droit civil. Droit spécial des sûretés réelles, LGDJ, Paris, 1996.
- J. Ghestin (dir.), J. Mestre, E. Putman, M. Billiau, Traité de droit civil. Droit commun des sûretés réelles, LGDJ, Paris, 1996.

### Traité des contrats (sous sa direction)
- J. Ghestin (dir.), B. Desché, Traité des contrats. La vente, LGDJ, Paris, 1990.
- J. Ghestin (dir.), M. Behar-Touchais, G. Virassamy, Traité des contrats., LGDJ, Paris, 1999.
- J. Ghestin (dir.), V. Heuzé, Traité des contrats. La vente internationale de marchandises, LGDJ, Paris, 2000.
- J. Ghestin (dir.), F. Gaudu, R. Vatinet, Traité des contrats. Les contrats de travail, LGDJ, Paris, 2001.
- J. Ghestin (dir.), Y. Guyon, Traité des contrats. Les sociétés, LGDJ, Paris, 2002.
- J. Ghestin (dir.), F. Bellivier, C. Noiville, Traité des contrats. Contrats et vivant, LGDJ, Paris, 2006.
- J. Ghestin (dir.), F. Labarthe, C. Noblot, Traité des contrats. Le contrat d'entreprise, LGDJ, Paris, 2008.

### Autres publications
- La cause de l'engagement et la validité du contrat, LGDJ, Paris, 2006
- Le prix dans les contrats de longue durée, en collaboration avec Marc Billiau, LGDJ, Paris, 1990
- La vente, en collaboration avec Bernard Desché, LGDJ, Paris, 1990
- Conformité et garanties dans la vente ( produits mobiliers), LGDJ, Paris, 1983
- Le contrat dans le nouveau droit québécois et en droit français (Principes directeurs, consentement, cause et objet), LGDJ, Paris, 1982
- La notion d'erreur dans le droit positif actuel, thèse, LGDJ, Paris, 1961 (Prix Henri Capitant)
- Étude critique de la notion d'opposabilité, en collaboration avec Robert Wintgen, LGDJ, Paris, 2004
- La notion d'obligation fondamentale : comparaison franco-anglaise, en collaboration avec Ruth Sefton-Green, LGDJ, Paris, 2000
- Apparence et représentation en droit positif français, en collaboration avec Chung-Wu Chen, LGDJ, Paris, 2000
- Droit du travail et de la sécurité sociale, Sirey, 1972
- Sécurité sociale, Dalloz, 1972
- Droit du travail, Sirey, 1977
- La protection de la partie faible dans les rapports contractuels, LGDJ, Paris, 1998